# Sparbanken Skåne Arena

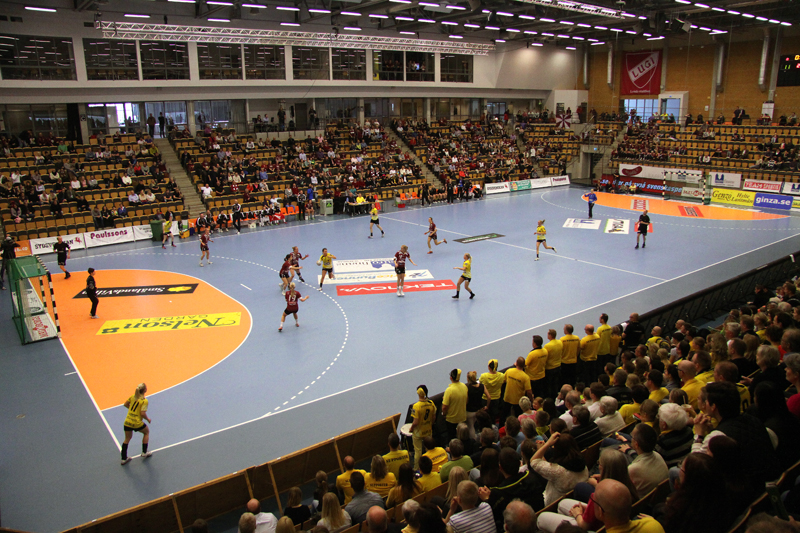
Handbollsmatch mellan hemmalaget Lugi HF och Eslövs IK, 2013.

Sparbanken Skåne Arena, tidigare Färs & Frosta Sparbank Arena (2008–2014), är en multiarena med intilliggande ishall vid stadsdelen Klostergården i södra Lund. Byggnaden blev klar i september 2008 och arenan invigdes den 19 september 2008. Arenan rymmer drygt 3 000 personer vid idrottsevenemang och upp till cirka 4 400 personer vid andra slags arrangemang.
Med sin kapacitet är arenan därmed den största möteslokalen i Lund.
Arenan, som både är en sport- och evenemangsarena, kostade 120 miljoner kronor att bygga och tillhörande ishall 65 miljoner kronor. Arne Paulsson, glasmästare och stor fastighetsägare i Lund, har bidragit med 45 miljoner kr till arenan. Arenan kan också användas för andra ändamål, till exempel möten, kongress, större konserter och liknande. 
Våren 2012 hade arenan premiär som teaterscen då komikerparet Johan Wester och Anders Jansson spelade humorshowen Köp Mjölk. Skriv Bok. i arenan. Teatersalongen som kunde återställas till handbollsarena på ett fåtal timmar hade kapacitet för 1 400 i publiken.
Fastighets AB Leksaken och Lunds Kommun bildade15 maj 2007, Stiftelse Arenan med egen förvaltning, och med ändamålet att driva en idrotts- och evenemangsanläggning inom Klostergårdens idrottsområde i Lund, med syfte 
- Att främja idrottsverksamhet för barn & ungdomar
- Att skapa förutsättningar för elitidrotten i Lunds Kommun - främst inom handbollen samt
- Att skapa förutsättningar för evenemang, kongresser, utställningar samt andra publika arrangemang
För ändamålet bildades Fastighets AB Lunds Arena som ägare av ,fastigheten Klostergården 1:24 i Lund, som i sin helhet är uthyrd till Stiftelse Arenan. Fastighets AB Lunds Arena & Stiftelse Arenan är en del av Lunds kommun under Lunds Rådhus AB.
Stiftelsens huvudsponsor har möjlighet att sätta sitt namn på arenan, ett namn som kan skifta efter hand beroende på vem som bidrar. Idag kallas arenan Sparbanken Skåne Arena efter Sparbanken Skåne.
Ishallen ägs och drivs av kultur & fritidsförvaltningen i Lunds kommun.